# Турция на зимних Олимпийских играх 2022
Турция на зимних Олимпийских играх 2022 года была представлена 7 спортсменами в 4 видах спорта.

## Состав сборной
Горнолыжный спорт
1. Беркин Уста
2. Озлем Чарыкчыоглу

 Лыжные гонки
1. Юсуф Эмре Фырат
2. Озлем Джерен Дурсун
3. Айшенур Думан

 Прыжки на лыжах с трамплина
1. Фатих Арда Ипджиоглу

 Шорт-трек
1. Фуркан Акар

## Результаты соревнований

### Горные лыжи
| Спортсмен         | Соревнование           | Забег 1 | Забег 1 | Забег 2   | Забег 2   | Всего     | Всего     |
| Спортсмен         | Соревнование           | Время   | Место   | Время     | Место     | Время     | Место     |
| ----------------- | ---------------------- | ------- | ------- | --------- | --------- | --------- | --------- |
| Беркин Уста       | Мужской большой слалом | 1:17.91 | 45      | 1:24.81   | 43        | 2:42.72   | 43        |
| Беркин Уста       | Мужской слалом         | -       | -       | Не прошёл | Не прошёл | Не прошёл | Не прошёл |
| Озлем Чарыкчыоглу | Женский слалом         | 1:09.45 | 56      | 1:09.47   | 49        | 2:18.92   | 49        |
| Озлем Чарыкчыоглу | Женский большой слалом | 1:15.98 | 59      | 1:14.75   | 47        | 2:30.73   | 48        |

### Лыжные гонки
| Спортсмен           | Соревнование               | Финал          | Финал          | Финал          |
| Спортсмен           | Соревнование               | Время          | Отставание     | Место          |
| ------------------- | -------------------------- | -------------- | -------------- | -------------- |
| Юсуф Эмре Фырат     | Мужчины 15 км классические | Не финишировал | Не финишировал | Не финишировал |
| Айшенур Думан       | Женские 10 км классические | 37:36.7        | 9:30.4         | 87             |
| Озлем Джерен Дурсун | Женские 10 км классические | 39:17.6        | 11:11.3        | 92             |

Спринт
| Атлет                             | Соревнование             | Квалификация | Квалификация | Четвертьфинал | Четвертьфинал | Полуфинал | Полуфинал | Финал     | Финал     |
| Атлет                             | Соревнование             | Время        | Место        | Время         | Место         | Время     | Место     | Время     | Место     |
| --------------------------------- | ------------------------ | ------------ | ------------ | ------------- | ------------- | --------- | --------- | --------- | --------- |
| Юсуф Эмре Фырат                   | Мужской спринт           | 3:15.96      | 80           | Не прошёл     | Не прошёл     | Не прошёл | Не прошёл | Не прошёл | Не прошёл |
| Айшенур Думан                     | Женский спринт           | 4:08.47      | 85           | Не прошла     | Не прошла     | Не прошла | Не прошла | Не прошла | Не прошла |
| Айшенур Думан Озлем Джерен Дурсун | Женский командный спринт | N/A          | N/A          | N/A           | N/A           | Круг      | 12        | Не прошли | =23       |

### Шорт-трек
| Спортсмен   | Соревнование | Заезд    | Заезд | Четвертьфинал | Четвертьфинал | Полуфинал | Полуфинал | Финал    | Финал |
| Спортсмен   | Соревнование | Время    | Место | Время         | Место         | Время     | Место     | Время    | Место |
| ----------- | ------------ | -------- | ----- | ------------- | ------------- | --------- | --------- | -------- | ----- |
| Фуркан Акар | 1000 метров  | 1:25.462 | 2 Q   | 1:25.490      | 1 Q           | 1:27.102  | 3 QB      | 1:36.052 | 6     |

### Прыжки с трамплина
| Спортсмен            | Соревнование                | Квалификация | Квалификация | Квалификация | Первый раунд | Первый раунд | Первый раунд | Финал      | Финал     | Финал     | Всего     | Всего     |
| Спортсмен            | Соревнование                | Расстояние   | Очки         | Расстояние   | Очки         | Очки         | Место        | Расстояние | Очки      | Место     | Очки      | Место     |
| -------------------- | --------------------------- | ------------ | ------------ | ------------ | ------------ | ------------ | ------------ | ---------- | --------- | --------- | --------- | --------- |
| Фатих Арда Ипджиоглу | Мужской нормальный трамплин | 74.5         | 52.8         | 46 Q         | 99.0         | 115.0        | 36           | Не прошёл  | Не прошёл | Не прошёл | Не прошёл | Не прошёл |
| Фатих Арда Ипджиоглу | Мужской большой трамплин    | 116.0        | 94.6         | 40 Q         | 124.0        | 109.5        | 40           | Не прошёл  | Не прошёл | Не прошёл | Не прошёл | Не прошёл |